# Держава Дамаск
Держава Дамаск (1920-1924) (фр. État de Damas, араб. دولة دمشق) — одна з шести держав утворених французьким генералом Анрі Гуро на терені французького мандату у Сирії, згідно з рішеннями конференції в Сан-Ремо і скасуванням недовготривалого Арабського Королівства Сирія.
Іншими державами були держава Алеппо (1920 р.), Алавітська держава (1920 р.), Джебель-ед-Друз (1921 р.), і Санджак Александретта (1921 р.). Держава Великий Ліван (1920 р.) стала пізніше сучасною країною Ліван.

## Створення
Державу Дамаск проголошено французьким генералом Анрі Гуро 3 вересня 1920 зі столицею у Дамаску. Першим президентом нової держави став Хаккі Аль-Азм. Держава Дамаск включала Дамаск і його околиці, а також міста Хомс і Хама, й долину річки Оронт. 
Нова держава Дамаск втратила чотири кади (райони), які були у складі вілайєту Дамаск за часів Османської імперії — християнський Гірський Ліван, на терені якого була створена нова держава Великий Ліван. Територія відокремлена від Дамаску відповідає сьогодні долині Бекаа й Південному Лівану. Держава Дамаск, а потім Сирія, постійно протестували проти відокремлення цих теренів і вимагали їх повернення протягом всього мандатного періоду. Мусульманське населення цього регіону, також протестували проти відокремлення від Дамаску.

## Населення
| Розподіл населення в державі Дамаск відповідно до французького перепису 1921-22рр |             |          |
| Релігія                                                                           | чисельність | Відсоток |
| Суніти                                                                            | 447,000     | 75.1%    |
| Ісмаїліти                                                                         | 8,000       | 1.3%     |
| Алавіти                                                                           | 5,000       | 0.8%     |
| Друзи                                                                             | 4,000       | 0.7%     |
| Імаміти                                                                           | 9,000       | 1.5%     |
| Християни                                                                         | 67,000      | 11.3%    |
| Євреї                                                                             | 6,000       | 1.1%     |
| Іноземці                                                                          | 49,000      | 8.2%     |
| Разом                                                                             | 595,000     | 100%     |

## Сирійська Федерація і Держава Сирія
22 червня 1922, генерал Гуро проголосив створення Сирійської Федерації, яка містила державу Дамаск, державу Алеппо, і алавітську державу. У 1924 році алавітська держава відокремлась знову. Сирійську Федерацію перейменовано на державу Сирія 1 грудня 1924.